# Lights and Sounds
Lights and Sounds är Yellowcards femte album. Det släpptes 24 januari 2006 av Capitol Records. 

## Låtlista
1. "Three Flights Up" - 1:23
2. "Lights and Sounds" - 3:28
3. "Down on My Head" - 3:32
4. "Sure Thing Falling" - 3:42
5. "City of Devils" - 4:23
6. "Rough Landing, Holly" - 3:33
7. "Two Weeks From Twenty" - 4:18
8. "Waiting Game" - 4:15
9. "Martin Sheen or JFK" - 3:46
10. "Space Travel" - 3:47
11. "Grey" - 3:00
12. "Words, Hands, Hearts" - 4:24
13. "How I Go" - 4:32
14. "Holly Wood Died" - 4:39
15. "Three Flights Down" - 4:42